# Pseudagrion niloticum
Pseudagrion niloticum é uma espécie de libelinha da família Coenagrionidae.
Pode ser encontrada nos seguintes países: Egipto, Etiópia, Quénia, Somália, Sudão e possivelmente em Uganda.
Os seus habitats naturais são: savanas áridas, savanas húmidas, matagal árido tropical ou subtropical, matagal húmido tropical ou subtropical e rios.